# 筒井町 (青森県)
筒井町（つついまち）は、かつて青森県にあった町。

## 地理
- 河川：荒川、駒込川

## 沿革
- 1889年（明治22年）4月1日 - 町村制施行により東津軽郡筒井村、浜田村、幸畑村、浦町村（一部）が合併し、筒井村（つついむら）が発足。
- 1952年（昭和27年）8月31日 - 町制施行し筒井町となる。
- 1955年（昭和30年）1月1日 - 青森市に編入され消滅。

## 出身著名人
- 小泉辰之助（幸畑村出身、衆議院議員）